# Filip Lončarić
Filip Lončarić (ur. 17 września 1986 w Zagrzebiu) – chorwacki piłkarz grający na pozycji bramkarza.
Lončarić urodził się w stolicy kraju, Zagrzebiu. Jako młody chłopiec zaczął treningi w szkółce Dinama Zagrzeb i z czasem zaczął grać na pozycji bramkarza. Grał w drużynie juniorów, a gdy skończył 19 lat trafił do pierwszej drużyny Dinama, ale był jeszcze zbyt młody by grać w pierwszej drużynie i dlatego został wypożyczony do trzecioligowego klubu Lokomotiva Zagrzeb. Tam co najważniejsze mógł grać i się rozwijać. Drużyna Lokomotivy zagrała jednak słabo, zajęła 14. miejsce i spadła do 4. ligi. Lončarić powrócił do Dinama na sezon 2006/2007. Od początku sezonu był rezerwowym i częściej zasiadał na ławce rezerwowych niż inny golkiper Dinama, Marko Šarlija. Pierwszym bramkarzem od kilku lat w Dinamie jest Ivan Turina i ma niepodważalną pozycję w zespole, ale pod koniec września doznał kontuzji i to właśnie młody Lončarić wskoczył do bramki Dinama. Zadebiutował on w zespole Dinama 1 listopada w meczu pierwszej ligi chorwackiej rozegranym w Splicie z odwiecznym rywalem Dinama, Hajdukiem Split. W meczu padł remis 2:2 i Lončarić puścił dwie bramki, obie z rzutów karnych, ale w ocenach komentatorów spotkania rozegrał całkiem niezłe spotkanie. Turina leczył kontuzję przez cały październik i przez ten czas Lončarić rozgrywał kolejne mecze w bramce Dinama - z Varteksem (4:1), z NK Osijek (4:0), ze Slaven Belupo (1:1) i zaległym z Rijeką (1:0).
Lončarić grał też w Gaz Metan Mediaș. W 2013 roku przeszedł do bośniackiego klubu FK Željezničar. Następnie grał w: NK Osijek i Zrinjskim Mostar. W 2016 trafił do Tromsø IL.